# Most Likely to Die
Pour plus de détails, voir Fiche technique et Distribution.
Most Likely to Die est un film d'horreur américain réalisé par Anthony DiBlasi et écrit par Laura Brennan, sorti le 30 août 2015 au festival Six Flags Fright Fest de Londres et le 13 mai 2016 aux Etats Unis.

## Synopsis
L'intrigue se déroule lors d'une réunion d'anciens élèves qui se retrouvent dans une maison isolée pour célébrer les dix ans de leur diplôme. La fête tourne rapidement au cauchemar lorsque les invités sont pris pour cible par un mystérieux tueur masqué. Un meurtrier psychopathe en tenu d'université assassine les victimes.

## Fiche technique
- Titre : Most Likely To Die
- Réalisation : Anthony DiBlasi
- Scénario : Laura Brennan
- Chef décorateur : Nikisha Franco-Smith
- Costumes : Ambre Wrigley
- Directeur de la photographie : Timothy A. Burton
- Montage : Anthony DiBlasi
- Directeur artistique : Kyle Michael Wilson
- Musique : Adam Barber
- Production : Margret H. Huddleston, Suzanne Lyon, Hannah Pillemer et Michael Tarzian
  - Production exécutive : Sharon Bordas et Fernando Szew
- Sociétés de production : Snowfall Films
- Sociétés de distribution : Marvista Entertainment
- Pays d'origine :  États-Unis
- Langue originale : anglais
- Genre : horreur, slasher
- Durée : 80 minutes
- Dates de sortie :
  -  États-Unis : 13 mai 2016
  -  Angleterre : 30 août 2015[1] au Festival Six Flags Fright Night
  -  France : Diffusion sur Netflix en (VOSTfr)
- Interdit aux moins de 12 ans

## Distribution
- Chad Addison : DJ
- Jake Busey : Tarkin
- Tess Christiansen : Jade
- John Doe : Le diplômé
- Ryan Doom : Brad Campbell
- Perez Hilton : Freddie
- Marci Miller : Simone
- Tatum Miranda : Bella
- Heather Morris : Gaby
- Johnny Ramey : Lamont
- Jason Tobias : Ray Yoder
- Skyler Vallo : Ashley